# Martin Udvarnoky
Martin Udvarnoky (Flint, Míchigan, Estados Unidos; 23 de mayo de 1961) es un actor de cine reconocido por su personaje de Holland Perry en el film de terror El otro (The Other).

## Biografía
Martin es hijo de Charles Udvarnoky (1933-2002) y Edith D'Andrea, y hermano gemelo de Chris Udvarnoky, también actor, fallecido en 2010. Se graduaron en 1979 en la Escuela Secundaria Westfield de Nueva Jersey, ciudad en la que vivieron la mayor parte de sus vidas.
Ambos fueron elegidos para los papeles de Niles y Holland Perry después de una búsqueda de talentos a nivel nacional. Estaban estudiando y apareciendo en obras de teatro en el HB (Herbert Berghof) Studio en Nueva York cuando fueron  descubiertos por Robert Mulligan.

## Cine
La única interpretación de Martin, y por la que se hizo popular, junto a su gemelo, fue la de Holland Perry, el gemelo "malo" que no paraba de cometer crímenes en el clásico de terror El otro, de 1972.
Después de esta actuación, Martin y su hermano se retiraron del cine. Actualmente, Martin es masajista en Summit, Nueva Jersey.